# ジョン・ドラモンド (陸上選手)
ジョン・ドラモンド（Jonathan A. "Jon" Drummond、1968年9月9日 - ）は、アメリカ合衆国ペンシルベニア州フィラデルフィア出身の陸上競技（短距離走）選手。1996年アトランタオリンピックの銀メダリスト。2000年シドニーオリンピックの金メダリストである。

## 経歴
現役時はスタートダッシュが得意で、驚異的な反応の早さを見せていたことから「スタートの天才」と称された。
1993年のシュトゥットガルトで開催された世界選手権の4×100mリレーに出場、アメリカの第1走者を務め37.40秒の世界タイ記録（当時）で金メダルを獲得する。このとき、頭髪に櫛を刺したまま走った。2年後のイェーテボリの世界選手権でも4×100mリレーに出場、第2走者を務めたがドラモンドと次走者とのバトンパスが失敗し失格となった。
ドラモンドは1996年アトランタオリンピックでは100mと4×100mリレーに出場、100mは準決勝で敗退してしまったが、4×100mリレーにはドラモンドとティム・ハーデン、マイク・マーシュ、デニス・ミッチェルとともに挑み、カナダに敗れたものの銀メダルを獲得した。1997年に、ドラモンドははじめて全米選手権を制し(200m)、世界選手権に出場するが、結果は7位であった。1999年、ドラモンドは脊髄膜炎に苦しみながらも、世界選手権に出場。4×100mリレーでは第1走者を務め金メダルを獲得した。
2000年のシドニーオリンピックでは、ドラモンドは100mと4×100mリレーに出場した。100mは5位という結果に終わったが、バーナード・ウィリアムズ、ブライアン・ルイス、モーリス・グリーンとチームを組んだリレーでは、2着のブラジル以下をおさえ、ドラモンドは初のオリンピックの金メダルを獲得した。2001年の世界選手権では、4×100mリレーの第1走者に選ばれたが右四頭筋の痛みに苦しみ、予選を走っただけで決勝を走ることができなかった。
そして2003年のパリで開催された世界選手権では100mに出場したが、二次予選のスタートにおいてドラモンドは不正スタート（フライング）を犯したとして失格を宣告される。これに対しドラモンドは、フライングをしていないと猛抗議を行った。「俺は動いていない!」とマイクを通じてスタジアム内に訴えた（実際にスタートの映像を見てもドラモンドは全く動いていない）。係員から退場を促されるも、ついにコース上に寝転んでしまった。一度は退場しようとしたもののすぐにスタート地点に戻り、他の選手と握手を交わし（他の選手も自ら握手をしにいく等、ドラモンドの再参加には肯定的な様子であった）、観客の事も煽り、なんとかもう一度参加しようとアピールし続け、審判達もその場で話し合いをしたものの結局判定は覆らず、最後はドラモンドは涙をこらえながら自分の意志で競技場を去った。これによりドラモンドの組が後回しにされたが、その組のレースが再び行われるときに観客の大ブーイングが巻き起こり、なかなかスタートできず、最終的に競技が約1時間中断することとなった。ドラモンドはこのせいで、引退を余儀なくされてしまう。
引退後はコーチに転進、スタートに難のあったタイソン・ゲイを指導し、2007年の世界陸上大阪大会で100m、200m、4×100mRの三冠を達成した。
2014年12月17日、ドラモンドが指導する選手に禁止薬物を投与するなどしたとして、8年間の資格停止処分が下った。

## パリ大会でのフライング
2003年に行われた世界陸上パリ大会では、ドラモンドはすでに35歳になっており、その年の短距離のレベルが低かったことから、個人種目で初のメダルを獲得する残り少ないチャンスだった。そのため、この大会に懸けるドラモンドの意気込みは人一倍強かった。そんなドラモンドには、身に覚えのないフライングでの失格という結果は到底受け入れられなかったため、強く抗議した。
後に公開されたその時のスターティングブロックにおける圧力の記録データから、ピストルがなる前からの足のぐらつきに機械が反応して、フライングと判定されたことが判明した。
2003年から「同じ人間が2度不正スタートをしたら失格」から「1度不正スタートがあった後は誰が不正スタートをしても失格」というようにルールが変わっており、2003年以前であれば失格となることはなかった。サブトラックで泣き崩れるドラモンドの様子が競技場内のスクリーンに映し出されたことで、さらに観客の同情を買い、ドラモンドが走る予定だった組のレースの時には、場内に大ブーイングが巻き起こり、何度もスタートのやり直しが行われた。このため、競技時間が大幅に遅れた。

## 自己ベスト
- 100m - 9秒92 (1997年)
- 200m - 20秒03 (1997年)
- 400m - 45秒55 (2000年)
- 室内50m - 5秒63 (1999年)
- 室内55m - 6秒11 (2003年)
- 室内60m - 6秒46 (1998年, 1999年, 2000年)
- 室内200m - 20秒76 (1998年)

## 主な実績
| 年   | 大会                     | 場所                       | 種目         | 結果 | 記録    |
| ---- | ------------------------ | -------------------------- | ------------ | ---- | ------- |
| 1991 | ユニバーシアード         | シェフィールド(イギリス)   | 200m         | 1位  | 20.58秒 |
| 1993 | 世界陸上選手権           | シュトゥットガルト(ドイツ) | 4×100mリレー | 1位  | 37.48秒 |
| 1994 | IAAFグランプリファイナル | パリ(フランス)             | 100m         | 3位  | 10.18秒 |
| 1996 | オリンピック             | アトランタ(アメリカ合衆国) | 4×100mリレー | 2位  | 38.05秒 |
| 1997 | 世界陸上選手権           | アテネ(ギリシャ)           | 200m         | 7位  | 20.44秒 |
| 1997 | IAAFグランプリファイナル | 福岡(日本)                 | 200m         | 3位  | 20.32秒 |
| 1999 | 世界陸上選手権           | セビリヤ(スペイン)         | 4×100mリレー | 1位  | 37.59秒 |
| 2000 | オリンピック             | シドニー(オーストラリア)   | 100m         | 5位  | 10.09秒 |
| 2000 | オリンピック             | シドニー(オーストラリア)   | 4×100mリレー | 1位  | 37.61秒 |
| 2002 | IAAFグランプリファイナル | パリ(フランス)             | 100m         | 1位  | 9.97秒  |